# シイナ
シイナは、日本のお笑いコンビ。太田プロダクション所属。

## メンバー
三浦 一馬（みうら かずま、1996年6月18日（28歳） - ）
ツッコミ担当。
東京都八王子市出身、血液型はA型。
趣味は筋トレとパワーリフティング、特技はサッカー（アルメニアやポーランドなど海外で1年間のプロ経験）。
春日俊彰（オードリー）が長らく住んでいたアパート「むつみ荘」の部屋において結婚を機に引っ越しを決めた春日が退去する際、芸人限定で春日の次に居住できる権利を懸けた企画が番組内で募集された。そうして集まった芸人総勢70名の中の1人として三浦が参加、用意された数々の関門を乗り越えた末に2代目むつみ荘住みます芸人の座を頂戴した。

森岡 啓介（もりおか けいすけ、1996年9月20日（28歳） - ）
ボケ担当。
東京都小平市出身、血液型はO型。
特技はピアノ（4 - 15歳まで約11年間）。

## 芸風
主にコント。ABEMA主催のお笑い賞レース・笑ラウドネスGPでは決勝進出を果たす。
M-1グランプリへの出場経験があるように漫才も演じているが、2018年から2年連続で1回戦敗退に終わっており、翌年以降は出場していない。

## 出演

### テレビ
- 水曜日のダウンタウン（TBSテレビ）三浦のみ[4][5]
- 一夜づけ（テレビ東京）三浦のみ[9]
- 有吉ジャポン（TBSテレビ）[10]
- チマタの噺（テレビ東京）三浦のみ[11]
- スクール革命!（日本テレビ）三浦のみ[12]
- 月曜から夜ふかし（日本テレビ）三浦のみ

### ネット
- 笑ラウドネスGP（AbemaTV）[7][13]